# Verdon (Marne)
Pour les articles homonymes, voir Verdon.
Verdon est une commune française, située dans le département de la Marne en région Grand Est.

## Géographie

### Localisation

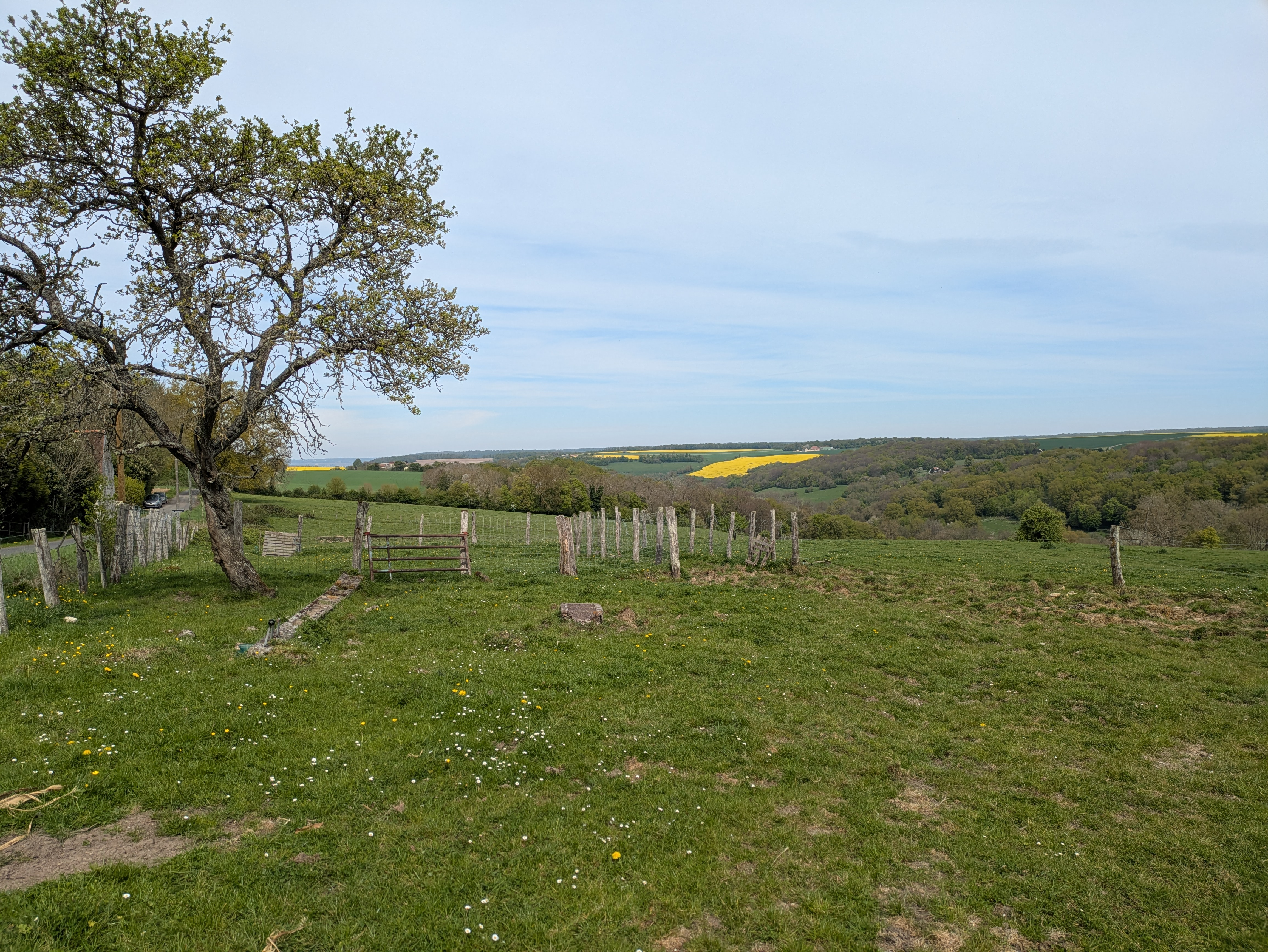
L'écart la Pinsonnerie, dominant la vallée de la Verdonnelle (en direction de Condé-en-Brie au nord-ouest).

Verdon se trouve au sud-ouest du département de la Marne, en région Grand Est, à la limite avec le département de l'Aisne et la région Hauts-de-France. La commune appartient à la région agricole de la Brie champenoise.
La commune de Verdon s'étend sur une superficie de 1 139 hectares. Sur son territoire, l'altitude varie de 125 à 231 mètres. Le relief est marqué par la vallée de la Verdonnelle, rivière qui s'écoule selon un axe sud/nord-ouest et passe par le village de Verdon. De part et d'autre de la vallée, l'altitude dépasse les 200 mètres. Elle atteint 231 mètres au nord-est de la commune, à proximité du hameau de Meilleraye.
Par la route, Verdon se situe à 64 km de Châlons-en-Champagne, préfecture, à 33 km d'Épernay, sous-préfecture, et à 35 km de Sézanne, bureau centralisateur du canton de Sézanne-Brie et Champagne dont dépend Verdon depuis 2015. La commune fait en outre partie du bassin de vie de Dormans, commune distante de 18 km par la route.
Verdon est limitrophe de 6 communes :
| Vallées-en-Champagne (Cne deléguée de Baulne-en-Brie) |           | Le Breuil            |
| Pargny-la-Dhuys                                       | Verdon    | La Ville-sous-Orbais |
|                                                       | Corrobert | Margny               |

### Hydrographie
La commune est dans la région hydrographique « la Seine de sa source au confluent de l'Oise (exclu) » au sein du bassin Seine-Normandie. Elle est drainée par la Verdonnelle, le Fossé 01 du Bailly, le Fossé 01 du Bois Gasco et divers autres petits cours d'eau,.
La Verdonnelle, d'une longueur de 26 km, prend sa source dans la commune de Champaubert et se jette dans la Dhuis à Montigny-lès-Condé, après avoir traversé neuf communes.

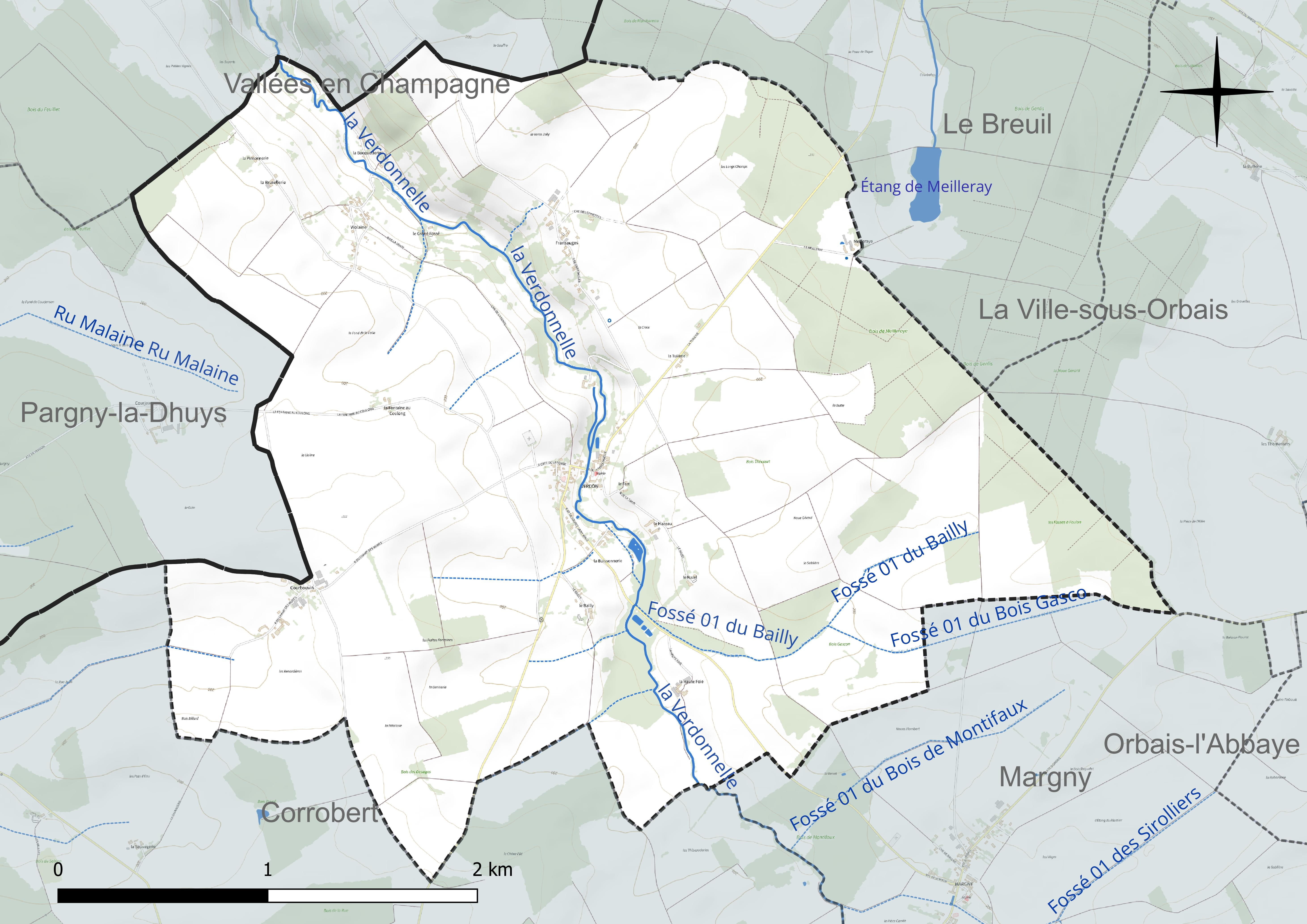
Réseau hydrographique de Verdon.

### Climat
Pour des articles plus généraux, voir Climat du Grand Est et Climat de la Marne.
En 2010, le climat de la commune est de type climat océanique dégradé des plaines du Centre et du Nord, selon une étude du Centre national de la recherche scientifique s'appuyant sur une série de données couvrant la période 1971-2000. En 2020, Météo-France publie une typologie des climats de la France métropolitaine dans laquelle la commune est exposée à un climat océanique altéré et est dans la région climatique  Nord-est du bassin Parisien, caractérisée par un ensoleillement médiocre, une pluviométrie moyenne régulièrement répartie au cours de l’année et un hiver froid (3 °C).
Pour la période 1971-2000, la température annuelle moyenne est de 10,2 °C, avec une amplitude thermique annuelle de 15,6 °C. Le cumul annuel moyen de précipitations est de 758 mm, avec 12,1 jours de précipitations en janvier et 8,4 jours en juillet. Pour la période 1991-2020, la température moyenne annuelle observée sur la station météorologique de Météo-France la plus proche, « Blesmes », sur la commune de Blesmes à 16 km à vol d'oiseau, est de 10,6 °C et le cumul annuel moyen de précipitations est de 713,0 mm. 
La température maximale relevée sur cette station est de 40,3 °C, atteinte le 25 juillet 2019 ; la température minimale est de −15,3 °C, atteinte le 12 janvier 1987,,.
Les paramètres climatiques de la commune ont été estimés pour le milieu du siècle (2041-2070) selon différents scénarios d'émission de gaz à effet de serre à partir des nouvelles projections climatiques de référence DRIAS-2020. Ils sont consultables sur un site dédié publié par Météo-France en novembre 2022.

### Milieux naturels et biodiversité
L'Inventaire national du patrimoine naturel (INPN) recense 253 espèces sur le territoire de la commune, dont 3 espèces protégées et 3 espèces menacées.
Verdon compte deux zones naturelles d'intérêt écologique, faunistique et floristique (ZNIEFF) : « vallée de la Verdonnelle, bois de Pargny et du Feuillet » (type I) et « massifs forestiers, vallées et coteaux de la Brie picarde » (type II). Ces deux ZNIEFF sont toutefois situées dans l'Aisne voisine et ne font que déborder très légèrement sur le territoire de la commune,.

## Urbanisme

### Typologie
Au 1er janvier 2024, Verdon est catégorisée commune rurale à habitat dispersé, selon la nouvelle grille communale de densité à sept niveaux définie par l'Insee en 2022.
Elle est située hors unité urbaine. Par ailleurs la commune fait partie de l'aire d'attraction de Montmirail, dont elle est une commune de la couronne,. Cette aire, qui regroupe 19 communes, est catégorisée dans les aires de moins de 50 000 habitants,.

### Occupation des sols
L'occupation des sols de la commune, telle qu'elle ressort de la base de données européenne d’occupation biophysique des sols Corine Land Cover (CLC), est marquée par l'importance des territoires agricoles (86,4 % en 2018), une proportion identique à celle de 1990 (86,4 %). La répartition détaillée en 2018 est la suivante : terres arables (69,5 %), prairies (16,9 %) et forêts (13,6 %).
L'évolution de l’occupation des sols de la commune et de ses infrastructures peut être observée sur les différentes représentations cartographiques du territoire : la carte de Cassini (XVIIIe siècle), la carte d'état-major (1820-1866) et les cartes ou photos aériennes de l'IGN pour la période actuelle (1950 à aujourd'hui).

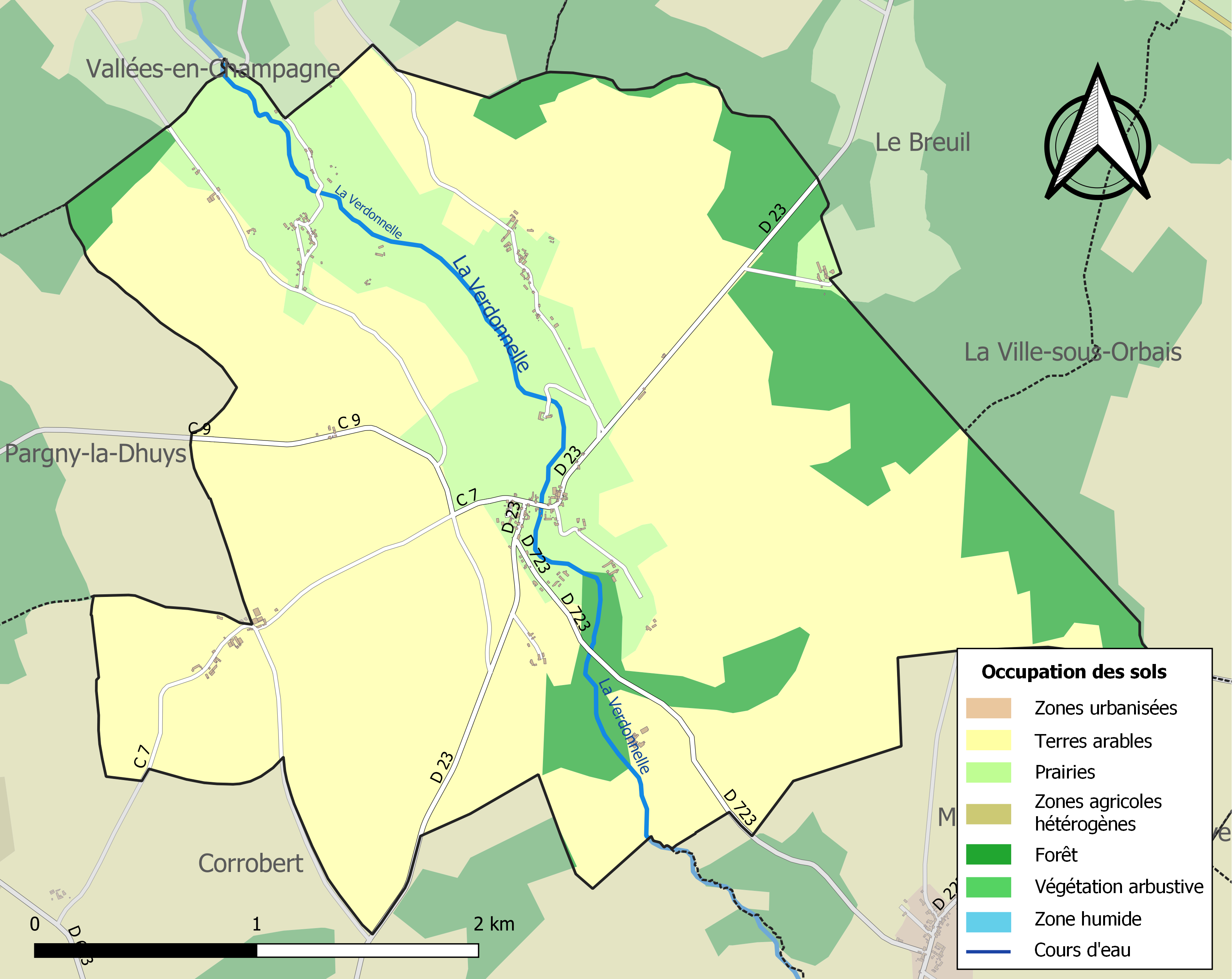
Carte des infrastructures et de l'occupation des sols de la commune en 2018 (CLC).

### Hameaux et écarts

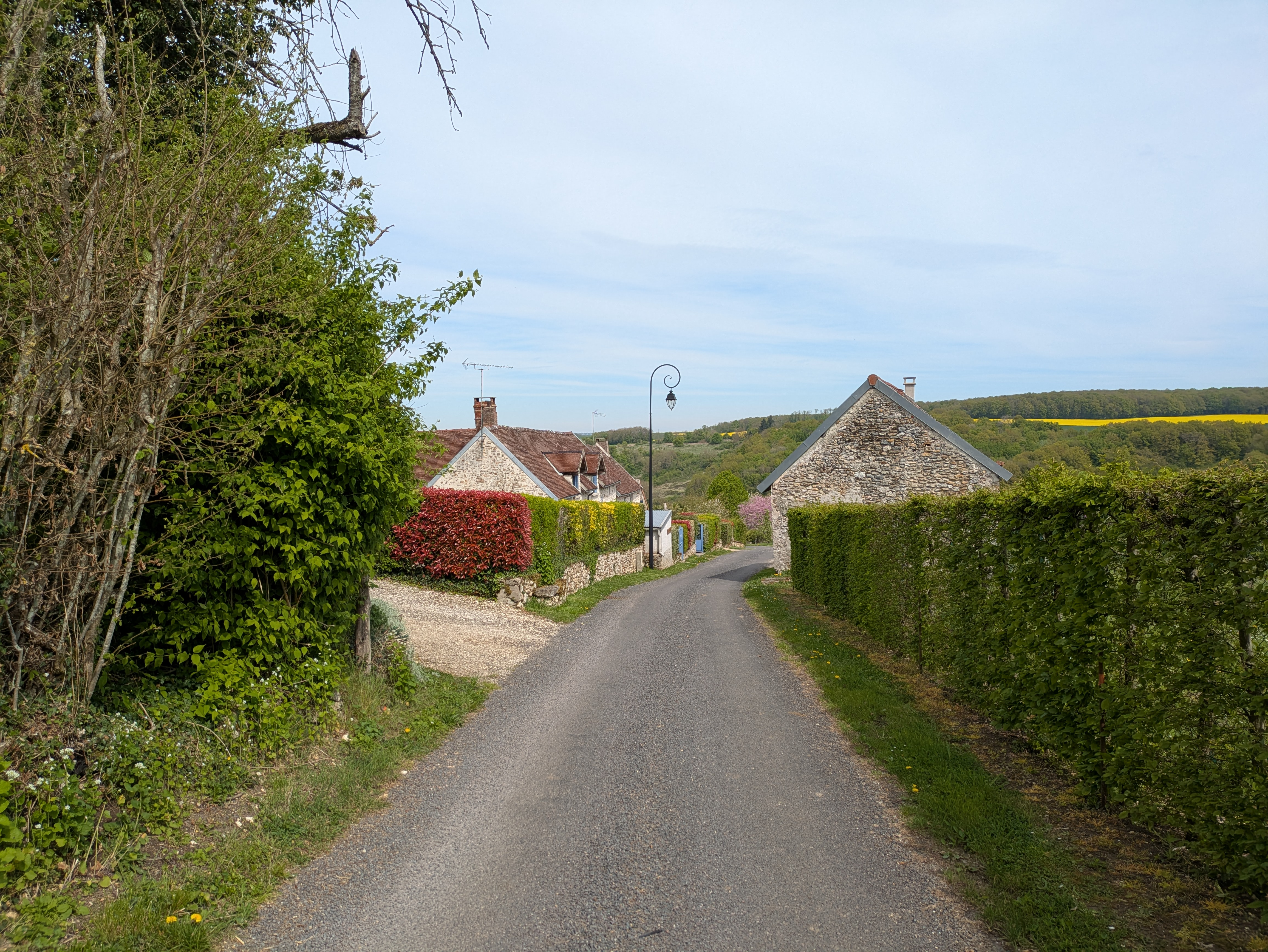
Le hameau de Violaine.

Outre le village de Verdon, la commune compte 19 hameaux et écarts.
À l'ouest, en altitude, se trouvent les hameaux de Courbouvin et la Fontaine au Coulong. Au nord-ouest, dans la vallée de la Verdonnelle et sur ses flancs, on trouve le hameau de Violaine et les écarts la Bocquetterie, la Bruxellerie, le Grand Fossé, la Jonnière, Montsouris et la Pinsonnerie. Au nord et à l'est de Verdon, se trouvent Fransauges, Moulin d'en Bas et la Tuilerie ainsi que Meilleraye sur le plateau. Enfin, au sud du village se dressent autour de la vallée de la Verdonnelle : le Bailly, la Buissonnerie, le Fort, le Hazeau, le Hazel et la Haute Foy,.

### Habitat et logement
En 2021, Verdon compte 121 logements. Ces logements sont à 98 % des maisons ; la commune ne comptant que 2 appartements. En raison de la prévalence des maisons, les résidences principales de Verdon disposent en moyenne de 4,7 pièces.
Le tableau ci-dessous présente une comparaison de quelques indicateurs chiffrés du logement pour Verdon, la communauté de communes de la Brie champenoise (CCBC), le département de la Marne et la France entière :
|                                                            | Verdon | CCBC  | Marne   | France     |
| ---------------------------------------------------------- | ------ | ----- | ------- | ---------- |
| Ensemble des logements                                     | 121    | 4 109 | 300 919 | 37 155 918 |
| Part des résidences principales (en %)                     | 73,5   | 80,9  | 87,5    | 82,2       |
| Part des résidences secondaires (en %)                     | 18,2   | 9,3   | 3,4     | 9,7        |
| Part des logements vacants (en %)                          | 8,3    | 9,8   | 9,1     | 8,1        |
| Part des propriétaires de leur résidence principale (en %) | 87,0   | 69,2  | 52,2    | 57,5       |

À Verdon, 73,5 % des logements sont en 2021 des résidences principales, 18,2 % des résidences secondaires et 8,3 % des logements vacants. Par ailleurs, 87,0 % des ménages sont propriétaires de leur résidence principale. Verdon se démarque ainsi par un nombre supérieur à la moyenne de résidences secondaires et de ménages propriétaires de leur résidence principale.
Parmi les 88 résidences principales construites avant 2019, 54,9 % avaient été construites avant 1919, 11 % entre 1919 et 1945, 11 % entre 1946 et 1970, 8,8 % entre 1971 et 1990, 3,3 % entre 1991 et 2005 et 11 % depuis 2006.
Le tableau ci-dessous présente l'évolution du nombre de logements sur le territoire de la commune, par catégorie, depuis 1968 :
|                        | 1968 | 1975 | 1982 | 1990 | 1999 | 2010 | 2015 | 2021 |
| ---------------------- | ---- | ---- | ---- | ---- | ---- | ---- | ---- | ---- |
| Résidences principales | 52   | 49   | 55   | 53   | 51   | 74   | 85   | 89   |
| Résidences secondaires | 21   | 37   | 41   | 46   | 35   | 32   | 32   | 22   |
| Logements vacants      | 10   | 8    | 7    | 5    | 0    | 12   | 10   | 10   |
| Total                  | 83   | 94   | 103  | 104  | 86   | 119  | 126  | 121  |

## Toponymie
Le nom de la localité est attesté sous les formes Verdon (1162) ; Vardon (1171) ; Vardun (1200) ; Verdun (vers 1222) ; Wardon (vers 1300) ; Vuardon (1553).
Verdon se trouve sur le cours d'eau la Verdonnelle, qui aurait donné son hydronyme à la commune. Cependant, le toponymiste Auguste Vincent estime au contraire que c'est le village qui a donné son nom à la rivière, appelée « ru de Verdon » en 1464 ou encore « rivière de Verdon » en 1832.

## Histoire
Avant la révolution, la cure (paroisse) du village est à la nomination et présentation (droit de patronage) des abbés et religieux d'Orbais qui en sont les curés primitifs, et jouissent de toute la grosse dixme, depuis que le vicaire perpétuel, a abandonné sa part de la dixme aux religieux, qui lui donnent trois cents livres de portion congrue. Ils jouissent aussi des deux tiers des menues dixmes à cause de l'office de cellérier, et de l'autre tiers depuis l'option du vicaire perpétuel.

## Politique et administration

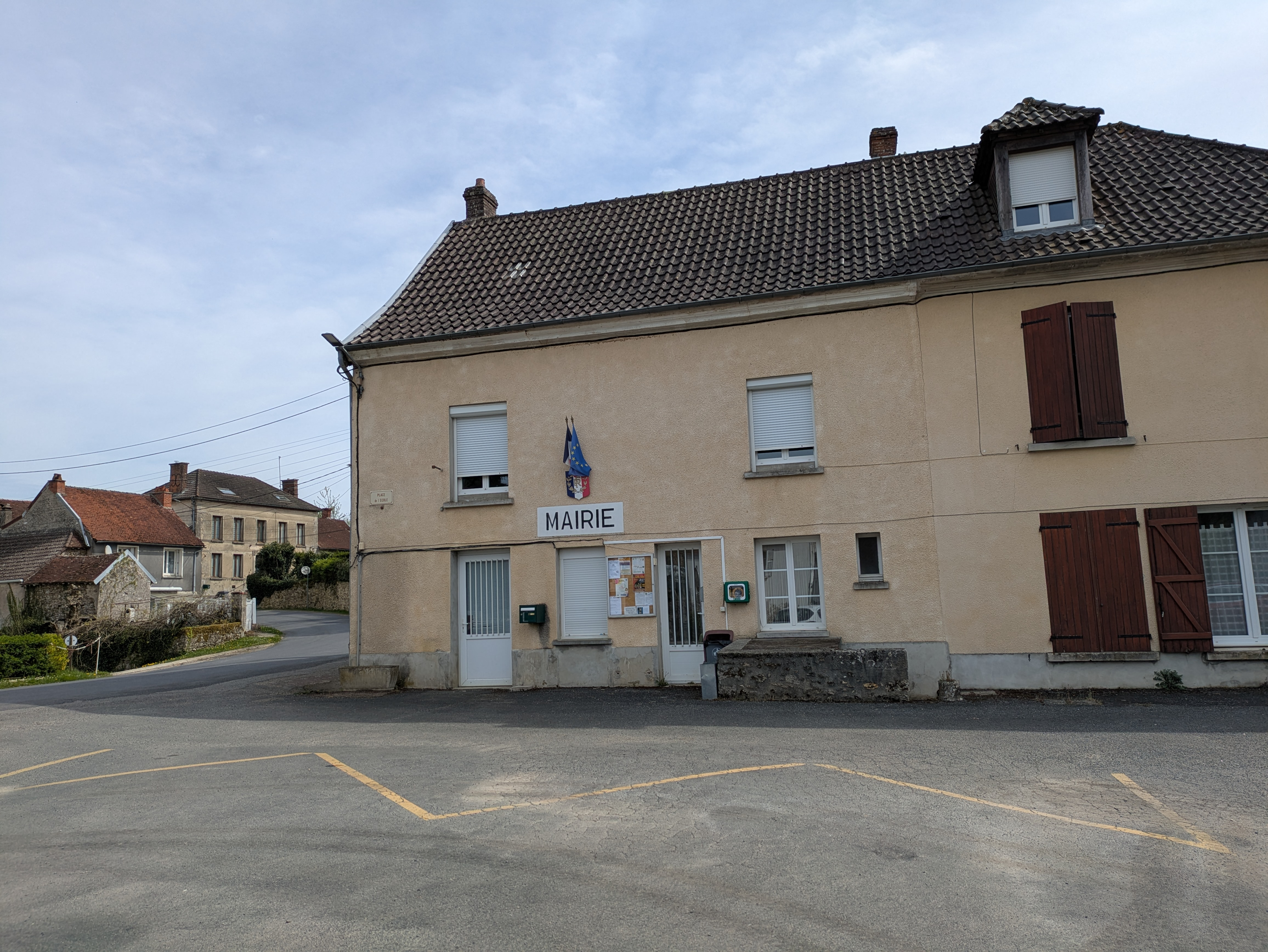
La mairie de Verdon.

| Les données manquantes sont à compléter. |                              |                       |           |                                            |
| Période                                  | Période                      | Identité              | Étiquette | Qualité                                    |
| 1815                                     | 1826                         | Jacque Bonnenfant     |           |                                            |
| 1826                                     | 1840                         | Simon Adrian Chatrier |           |                                            |
| 1840                                     | 1848                         | Gervais Bierry        |           |                                            |
| 1848                                     | 1854                         | Pierre François Millé |           |                                            |
| 1854                                     | 1855                         | Jean-Baptiste Sarazin |           |                                            |
| 1855                                     | 1865                         | M. Jacob              |           |                                            |
| 1865                                     | 1867                         | Louis Armand Mallet   |           |                                            |
| 1867                                     | 1876                         | Adolphe Marlé         |           |                                            |
| 1876                                     | 1879                         | Joseph Planson        |           |                                            |
| 1879                                     | 1887                         | Adrien Mondet         |           |                                            |
| 1887                                     | 1888                         | Auguste Goret         |           |                                            |
| 1888                                     | 1912                         | Bedet Louis Biguet    |           |                                            |
| 1912                                     | 1912                         | Louis Jacob           |           |                                            |
| 1912                                     | 1914                         | Roglet                |           |                                            |
| 1914                                     | 1919                         | Louis Jacob           |           |                                            |
| 1919                                     | 1939                         | Camille Biguet        |           |                                            |
| 1939                                     | 1940                         | Landréat              |           | Démissionne à la déclaration de guerre     |
| 1940                                     | 1940                         | François Achille      |           | Retenu sur la ligne de démarcation         |
| 1940                                     | 1944                         | Marius Royé           |           | Exerce l'intérim à la place de Fr. Achille |
| 1944                                     | 1961                         | Lucien Jolly          |           |                                            |
| 1961                                     | 1977                         | Robert Gorgery        |           |                                            |
| 1977                                     | 1989                         | Louis Jolly           |           |                                            |
| 1989                                     | 2001                         | Claude Broussard      |           |                                            |
| 2001                                     | 2014                         | Rosemonde Roullot     |           |                                            |
| 2014                                     | En cours (au 4 juillet 2014) | Pascal Laurent        |           |                                            |

## Équipements et services publics

### Eau et déchets
L'approvisionnement en eau potable et l'assainissement des eaux usées sont des compétences de la communauté de communes de la Brie champenoise. Verdon est alimentée en eau potable par le captage de la Croix, situé sur le territoire communal. La production et la distribution d'eau potable font l'objet d'une délégation de service public confiée à Suez jusqu'en 2028. L'assainissement y est non collectif.
La communauté de communes est également compétente en matière de déchets. La collecte des ordures ménagères résiduelles (en bac) et des déchets recyclables (en sacs translucides jaunes) est réalisée en porte à porte. La communauté de commune adhérant au syndicat de valorisation des ordures ménagères de la Marne (SYVALOM), ces déchets sont amenés au centre de transfert départemental de Sézanne puis valorisés sur le site de La Veuve. La communauté de communes propose des composteurs individuels à tarif réduit pour les biodéchets. La collecte du verre et des textiles se fait en apport volontaire. Pour les autres déchets, l'unique déchèterie de la communauté de communes est située à Montmirail, dans le hameau de Maclaunay. La collecte des déchets et la gestion de la déchèterie sont confiées à des entreprises privées par marchés publics.

### Enseignement
Verdon fait partie de l'académie de Reims.

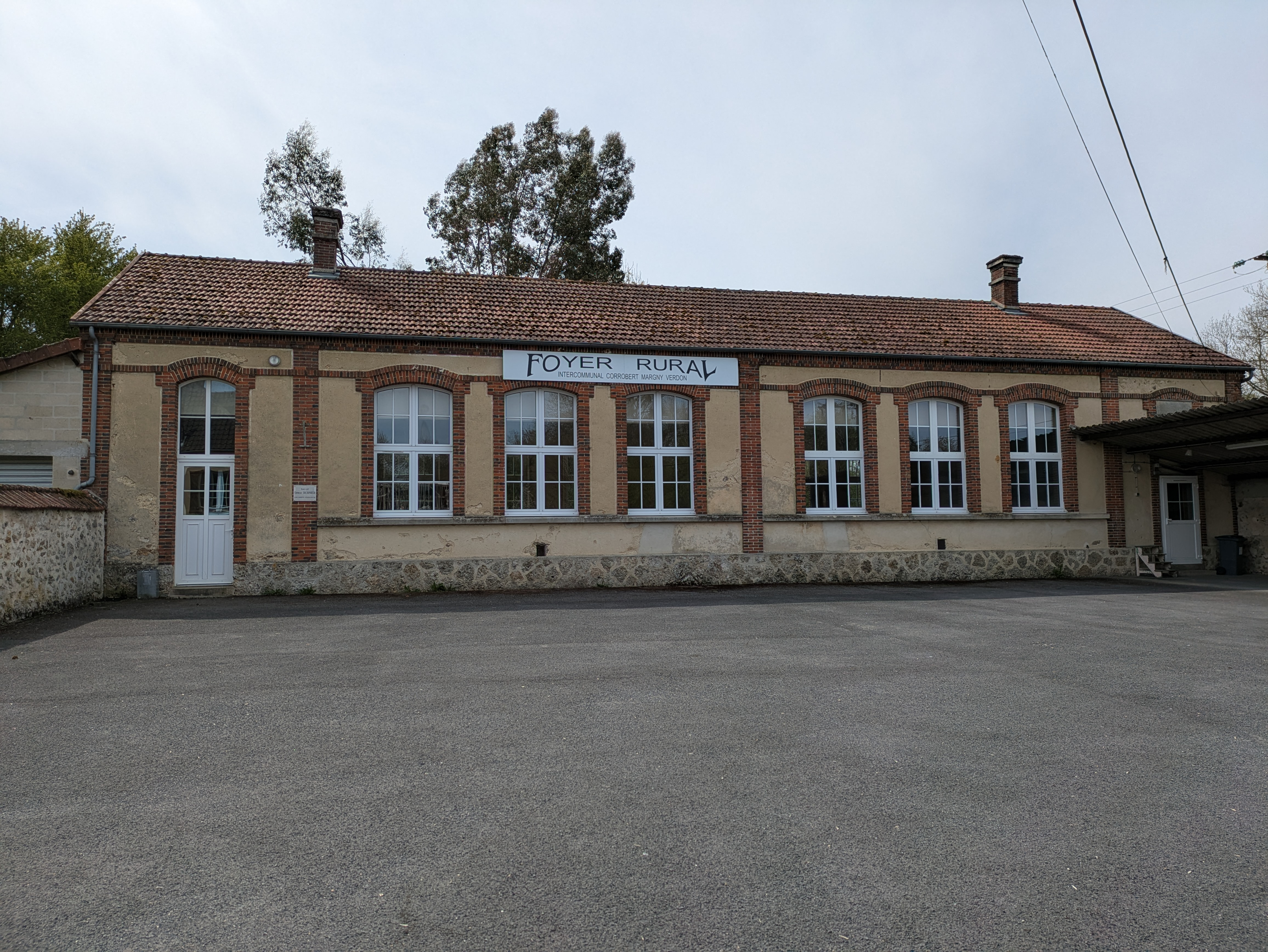
L'ancienne école de Verdon, accueillant désormais le Foyer rural de Corrobert-Margny-Verdon.

Les enfants de Verdon sont accueillis dans les écoles de Montmirail : l'école maternelle, installée Rue de la Troisième Avenue et fréquentée par 122 élèves, et l'école élémentaire, installée Rue du Faubourg de Paris et fréquentée par 255 élèves (chiffres 2024-2025).
Les jeunes de Verdon sont ensuite rattachés au collège de la Brie champenoise à Montmirail et au lycée La Fontaine du Vé de Sézanne.

### Postes et télécommunications
Quatre boîtes aux lettres de La Poste se trouvent sur le territoire de la commune : place de l'École (à Verdon), rue de Fransauges (à Fransauges), rue au Champ des Mures (à la Fontaine au Coulong) et rue du Lavoir (à Violaine).
Le bureau de poste le plus proche est l'agence communale d'Orbais-l'Abbaye, à environ 6 km de Verdon. La commune partage toutefois son code postal (51210) avec le bureau de poste de Montmirail à 10 km.

### Justice, sécurité et secours
Du point de vue judiciaire, Verdon relève du conseil de prud'hommes d'Épernay, du tribunal de commerce de Reims, du tribunal judiciaire, du tribunal paritaire des baux ruraux et du tribunal pour enfants de Châlons-en-Champagne, dans le ressort de la cour d'appel de Reims. Pour le contentieux administratif, la commune dépend du tribunal administratif de Châlons-en-Champagne et de la cour administrative d'appel de Nancy.
Verdon est située en secteur Gendarmerie nationale et dépend de la brigade de Montmirail.
En matière d'incendie et de secours, le centre d'incendie et de secours le plus proche est celui de Montmirail, dépendant du Service départemental d'incendie et de secours (SDIS) de la Marne.

## Population et société
Les habitants de la commune sont les Verdonais et Verdonaises.

### Démographie
L'évolution du nombre d'habitants est connue à travers les recensements de la population effectués dans la commune depuis 1793. Pour les communes de moins de 10 000 habitants, une enquête de recensement portant sur toute la population est réalisée tous les cinq ans, les populations de référence des années intermédiaires étant quant à elles estimées par interpolation ou extrapolation. Pour la commune, le premier recensement exhaustif entrant dans le cadre du nouveau dispositif a été réalisé en 2004.

En 2022, la commune comptait 198 habitants, en évolution de −6,16 % par rapport à 2016 (Marne : −1,19 %, France hors Mayotte : +2,11 %).
| 1793 | 1800 | 1806 | 1821 | 1831 | 1836 | 1841 | 1846 | 1851 |
| ---- | ---- | ---- | ---- | ---- | ---- | ---- | ---- | ---- |
| 226  | 281  | 278  | 273  | 298  | 320  | 320  | 352  | 367  |

| 1856 | 1861 | 1866 | 1872 | 1876 | 1881 | 1886 | 1891 | 1896 |
| ---- | ---- | ---- | ---- | ---- | ---- | ---- | ---- | ---- |
| 423  | 444  | 456  | 447  | 423  | 418  | 380  | 405  | 416  |

| 1901 | 1906 | 1911 | 1921 | 1926 | 1931 | 1936 | 1946 | 1954 |
| ---- | ---- | ---- | ---- | ---- | ---- | ---- | ---- | ---- |
| 380  | 377  | 330  | 291  | 254  | 252  | 241  | 224  | 236  |

| 1962 | 1968 | 1975 | 1982 | 1990 | 1999 | 2004 | 2006 | 2009 |
| ---- | ---- | ---- | ---- | ---- | ---- | ---- | ---- | ---- |
| 185  | 163  | 156  | 136  | 117  | 127  | 172  | 175  | 177  |

| 2014 | 2019 | 2022 | - | - | - | - | - | - |
| ---- | ---- | ---- | - | - | - | - | - | - |
| 205  | 206  | 198  | - | - | - | - | - | - |

### Cultes
Pour le culte catholique, Verdon dépend de la paroisse Saint-Vincent-de-Paul - Montmirail, au sein du diocèse de Châlons-en-Champagne.

### Médias
La presse écrite régionale comprend le quotidien L'Union, le bi-hebdomadaire Le Pays briard et l'hebdomadaire L'Hebdo du vendredi.
Parmi les stations de radio locales, il est possible de citer Ici Champagne-Ardenne et Champagne FM.

## Économie

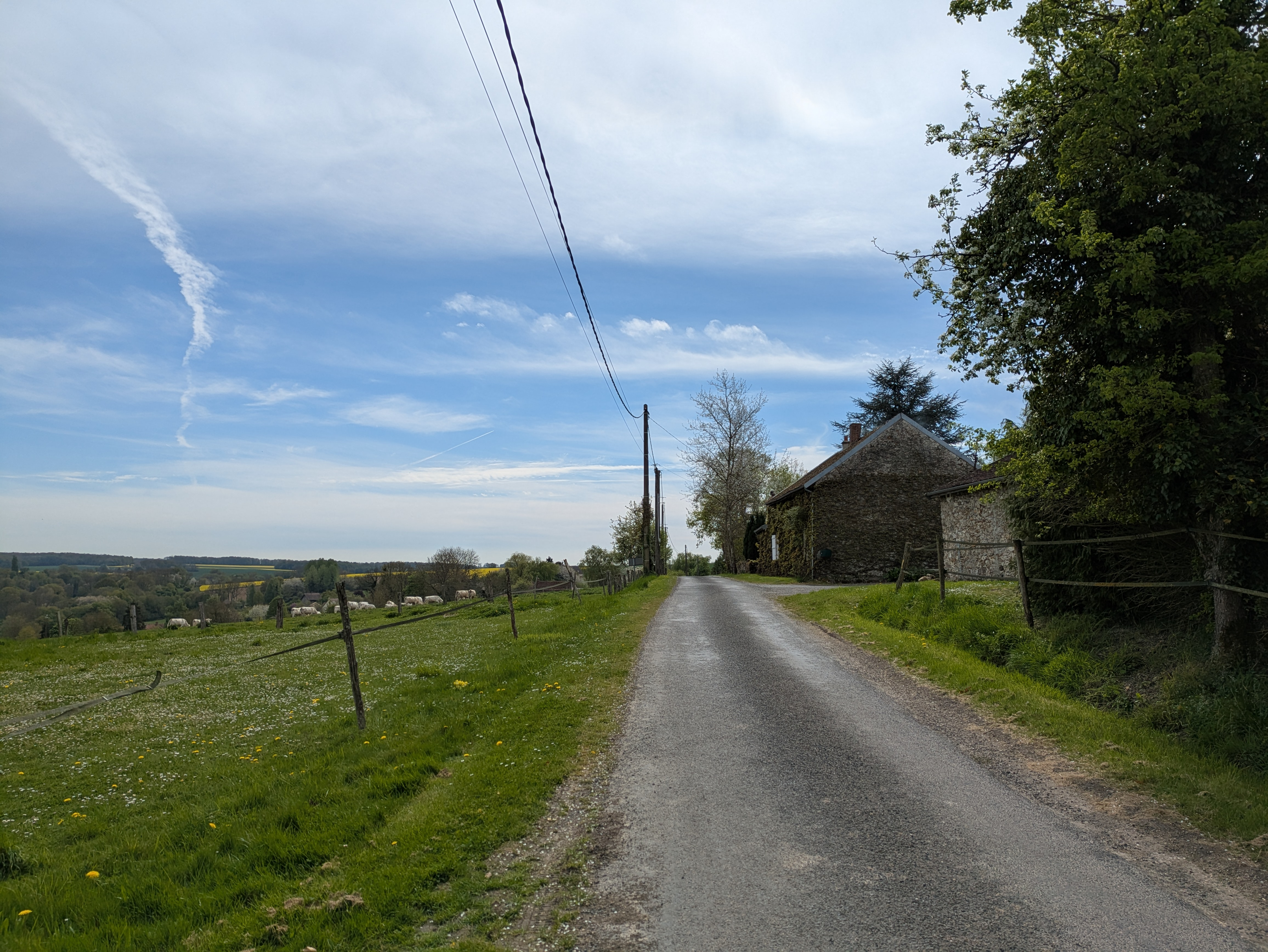
Un élevage de vache à la Bruxellerie.

## Culture locale et patrimoine

### Lieux et monuments
Au sein de l'église Saint-Malo sont classés en tant qu'objet au titre des monuments historiques les vitraux et le carrelage du chœur et de la nef, qui datent du XVIe siècle,. Sont également inscrits au titre des monuments historiques : les fonts baptismaux du XIVe siècle, une statue en bois peint de la Vierge à l'Enfant du XVe siècle ainsi que des autels et tabernacles du XVIIIe siècle,,.
Le monument aux morts de Verdon est installé place de la Mairie. Représentant la défense du Sol, il s'agit d'une sculpture d'un soldat réalisée par le marnais Marius Giot en 1923, sur un socle où sont aujourd'hui gravés les noms de 24 soldats morts pour la France, de 4 victimes civiles de la Seconde Guerre mondiale et d'un soldat tué durant la guerre d'Algérie.

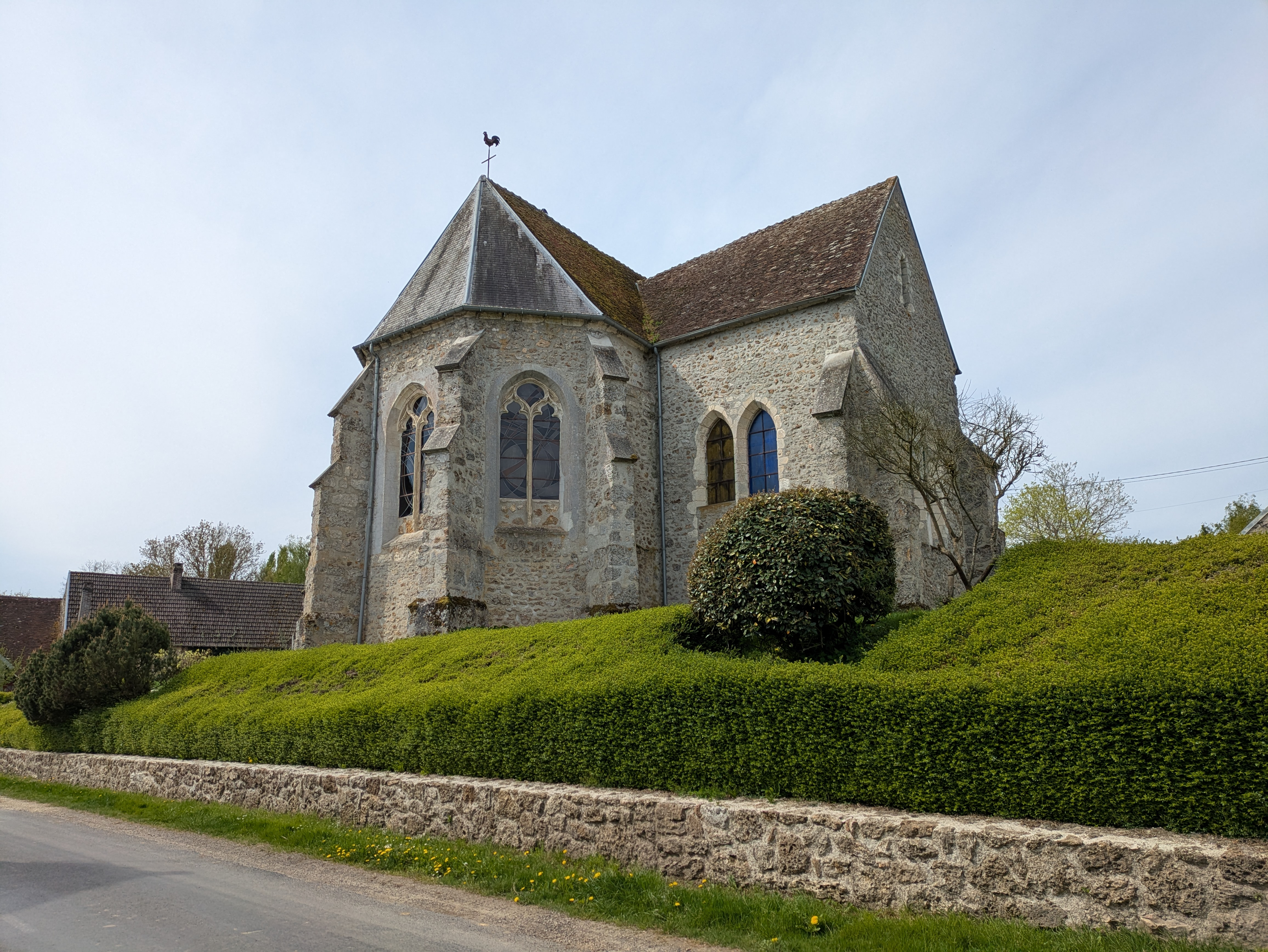
Le chevet de l'église Saint-Malo.
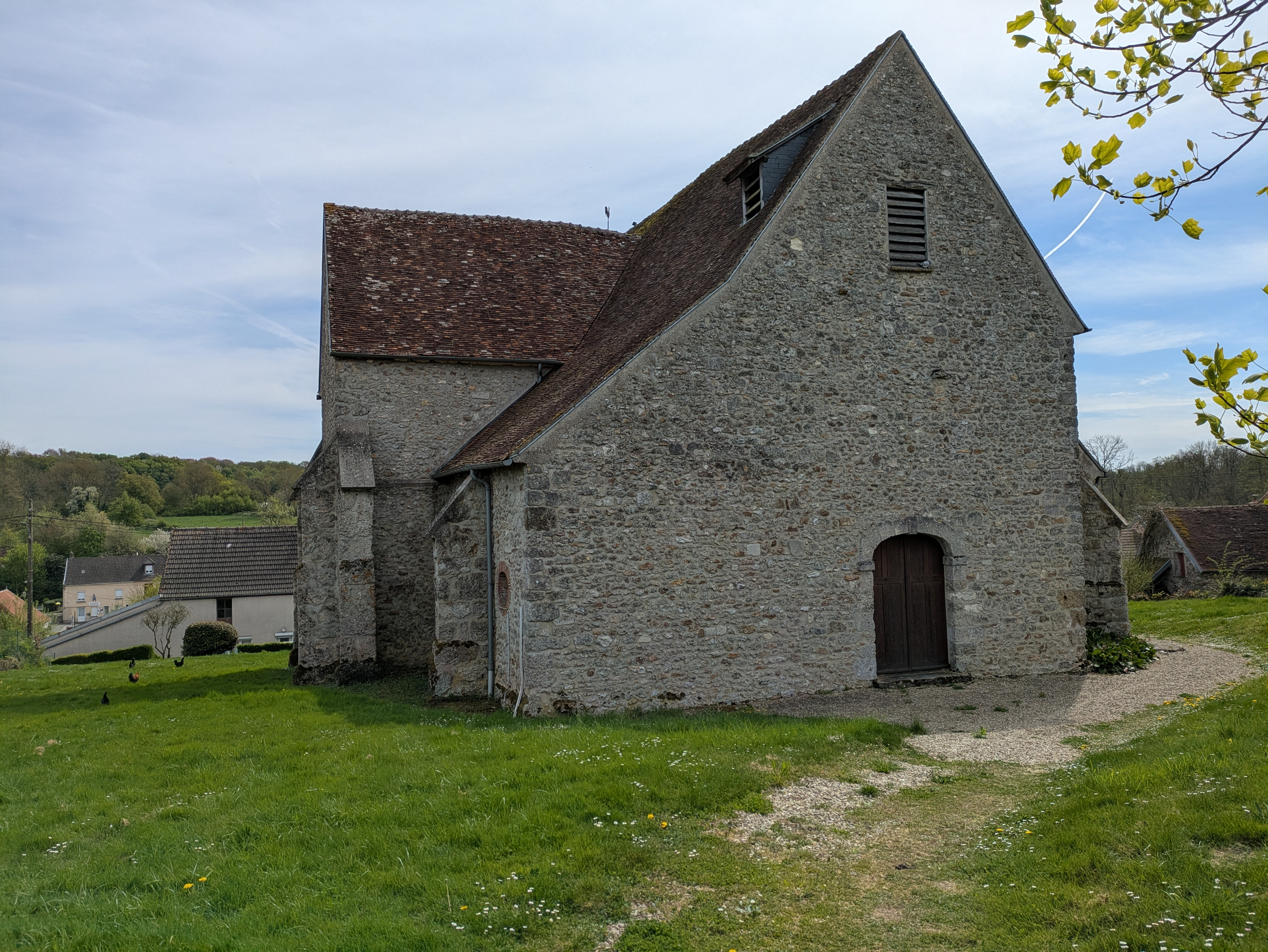
La façade nord de l'église Saint-Malo.
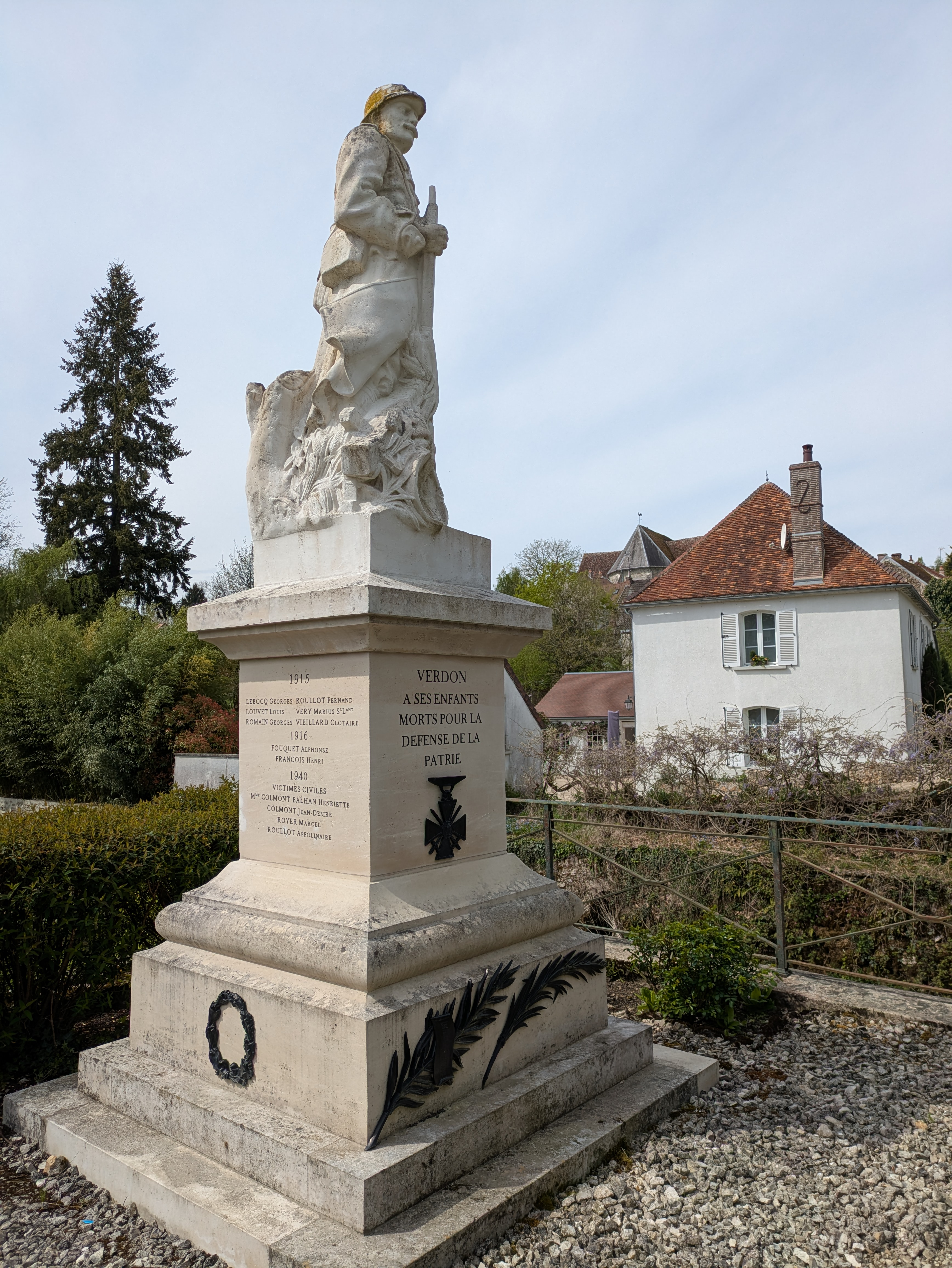
Le monument aux morts.

### Héraldique
| Blason de Verdon | Blason  | De sinople à trois roues de moulin d'or; au chef d'azur* chargé d'un pont de deux arches d'or et maçonné de sable.                                             |
| Blason de Verdon | Détails | * Il y a là non-respect de la règle de contrariété des couleurs : ces armes sont fautives (azur sur sinople). Le statut officiel du blason reste à déterminer. |